# Stephanospondylus
Stephanospondylus is een geslacht van uitgestorven diadectide Reptiliomorpha uit het Vroeg-Perm van Duitsland. Fossielen zijn gevonden in afzettingen van de Onder-Rotliegend Groep bij Dresden.

## Naamgeving
De soort werd oorspronkelijk in 1882 door Geinitz en Deichmüller in het geslacht Phanerosaurus benoemd, maar werd in 1905 door Richard Stappenbeck in zijn eigen geslacht geplaatst met als combinatio nova Stephanospondylus pugnax. De geslachtsnaam betekent 'kroonwervel'. De soortaanduiding betekent 'strijdlustig'.
Stephanospondylus is alleen bekend van verschillende wervels en fragmenten van de boven- en onderkaak. Het werd in 1882 benoemd op basis van twee platen gevonden op de Plauenschen Grunde bij Niderhasslich, waarvan werd gedacht dat de stukken twee individuen voorstelden. Met de oprichting van een nieuw geslacht in 1905, werden de fossielen beschouwd als onderdeel van een enkel individu. In 1925 stelde Alfred Romer vast dat alleen delen van de kaken en enkele wervels toebehoorden aan Stephanospondylus; het andere materiaal behoorde tot de temnospondyle 'amfibie' Onchiodon.
Het holotype ging bij het bombardement op Dresden verloren toen het Staatliches Museum fur Mineralogie und Geologie zu Dresden verwoest werd. Er bestaat in Amerika nog wel het afgietsel FMNH UR 448.

## Beschrijving
Stephanospondylus heeft schopvormige tanden die zijn aangepast aan het snijden van plantaardig materiaal. De wervels onderscheiden zich van die van andere diadectiden doordat ze secundaire hyposfeen-hypantrum gewrichtsoppervlakken missen. Het holotype-exemplaar kan een juveniele vorm van een andere diadectide vertegenwoordigen.

## Fylogenie
Omdat er zo weinig bekend is over het geslacht, is de verwantschap van Stephanospondylus met andere diadectiden slecht bekend.